# 三星Galaxy A8 (2016)
三星Galaxy A8 (2016)是由三星電子製造的一款Android智慧型手機，由韓國SK電訊於2016年9月30發布，其他地區也在10月開始陸續發布。與大多數Galaxy A系列不同，Galaxy A8（2016）搭載了更好的處理器，跟三星2015年的旗艦產品：三星Galaxy S6、三星Galaxy S6 Edge和三星Galaxy Note 5一樣使用的是三星Exynos 7420 處理器。

## 技術規格
- 後置攝像頭：1600萬像素
- 前置攝像頭：800萬像素
- 內存：3 GB RAM
- 存儲：32 GB
- 電池：3300 mAh
- 尺寸：5.7寸
- 處理器：三星Exynos 7420
- 操作系統：Android 7.0 Nougat
- 重量：182克
- 螢幕技術：1080p Full HD Super AMOLED

## 各國版本型號
- 韩国版SK電訊SM-A810S
- 國際版SM-A810F
- 中華民國版SM-A810YZ[2]